# 2000 في المملكة المتحدة
فيما يلي قوائم الأحداث التي وقعت خلال عام 2000 في المملكة المتحدة.

## رياضة
- 1 يناير – بطولة ويمبلدون 2000
- 23 أبريل – جائزة بريطانيا الكبرى 2000 الفائز ديفيد كولتهارد.

## أفلام
من الأفلام التي صدرت هذه السنة في المملكة المتحدة:
- 1 يناير – الرجل الذي بكى من إخراج سالي بوتر.
- 1 يناير – العثور على فوريستر من إخراج جوس فان سانت.
- 1 يناير – اللعب عن ظهر قلب من إخراج ويلارد كارول.
- 1 يناير – المنافس من إخراج رود لوري.
- 1 يناير – بيلي إليوت من إخراج ستيفن دالدري.
- 1 يناير – رجل على القمر من إخراج ميلوش فورمان.
- 1 يناير – شبح مصاص الدماء من إخراج E. Elias Merhige [الإنجليزية]‏.
- 1 يناير – شوكولا من إخراج لاسي هالستروم.
- 1 يناير – قواعد الاشتباك من إخراج ويليام فريدكن.
- 1 يناير – ميترولاند من إخراج فيليب سافيل.
- 1 يناير – ناس جميلة من إخراج Jasmin Dizdar [الإنجليزية]‏.
- 1 يناير – وحش مثير من إخراج جوناثان غلازر.
- 28 يناير – عن آدم من إخراج جيرارد ستمبريدج.
- 2 فبراير – الشاطئ من إخراج داني بويل.
- 5 مايو – غلاديايتر من إخراج ريدلي سكوت.
- 14 مايو – كوز الذهب من إخراج جيمس أيفوري.
- 17 مايو – راقصة في الظلام من إخراج لارس فون ترايير.
- 19 أكتوبر – يا أخي، أين أنت؟ من إخراج جويل كوين، إيثان كوين.

## برامج ومسلسلات وأنمي
- بينغو

## موسيقى

### أغاني
من الأغاني التي صدرت هذه السنة في المملكة المتحدة:
- 17 يناير – وردة الصحراء من غناء ستينغ.
- 3 أبريل – أغنية لأجل المحبين من غناء ريتشارد أشكروفت.
- 9 أكتوبر – كيدز من غناء روبي ويليامز.
- 9 ديسمبر – ستان من غناء دايدو.

## كتب
من الكتب التي صدرت هذه السنة في المملكة المتحدة:
- 1 يناير – فضاء الوحي من تأليف ألاستير رينولدز.
- 1 يناير – نقطة التحول من تأليف مالكوم جلادويل.
- 1 يونيو – البيت الأفريقي من تأليف كريستينا لامب.
- 8 يوليو – هاري بوتر وكأس النار من تأليف ج. ك. رولينج.
- 1 سبتمبر – شبكة العنكبوت من تأليف أجاثا كريستي.

## مواليد

### يناير
- 1 يناير – صوفيا كيلي ممثلة من المملكة المتحدة.
- 1 يناير – نانسي خضوري
- 25 يناير – تايلر مارشال ممثل بريطاني.

### أبريل
- 19 أبريل – ماثيو ديكسون غطاس من المملكة المتحدة.

### مايو
- 18 مايو – ريان سيسيغنون لاعب كرة قدم إنجليزي.

### أغسطس
- 31 أغسطس – أنجيل غوميز

### أكتوبر
- 6 أكتوبر – إيزابيل مولوي

### نوفمبر
- 20 نوفمبر – كوني تالبوت

## وفيات

### يناير
- 1 يناير – آرثر ويلسون (مواليد 1908) لاعب كرة قدم بريطاني.
- 1 يناير – ألفريد ألبوت
- 1 يناير – برنارد جونز (مواليد 1924) لاعب كرة قدم من المملكة المتحدة.
- 1 يناير – جايمس ويست (مواليد 1900)
- 1 يناير – يولين بليس (مواليد 1924) فيلسوف بريطاني.

### فبراير
- 23 فبراير – ستانلي ماثيوس (مواليد 1915) لاعب كرة قدم إنجليزي.

### مارس
- 7 مارس – تشارلز جراي (مواليد 1928) ممثل إنجليزي.
- 7 مارس – روبرت هارت (مواليد 1913) بستاني من المملكة المتحدة.
- 26 مارس – أليكس كومفورت (مواليد 1920)
- 27 مارس – ايان ديوري (مواليد 1942)

### مايو
- 6 مايو – جون كليف وارد (مواليد 1924)
- 21 مايو – باربارا كارتلند (مواليد 1901) كاتبة إنجليزية.
- 21 مايو – جون غيلغد (مواليد 1904)
- 25 مايو – نيكولاس كلاي (مواليد 1946) ممثل بريطاني.
- 28 مايو – دونالد ديفيس (مواليد 1925)

### يونيو
- 14 يونيو – إيلسي ويدوسون (مواليد 1906) أخصائية تغذية من المملكة المتحدة.

### يوليو
- 2 يوليو – جوي دنلوب (مواليد 1952) متسابق دراجات نارية من المملكة المتحدة.

### أغسطس
- 3 أغسطس – مايكل ماير (مواليد 1921) كاتب نرويجي.
- 5 أغسطس – أليك غينيس (مواليد 1914) ممثل إنجليزي.
- 7 أغسطس – ماري آن ماكلويد ترامب (مواليد 1912)
- 20 أغسطس – باني أوستن (مواليد 1906) لاعب كرة مضرب من المملكة المتحدة.

### سبتمبر
- 6 سبتمبر – آرثر إليسون، مهندس وعالم بريطاني.
- 30 سبتمبر – هوارد وينستون (مواليد 1939) ملاكم من المملكة المتحدة.

### أكتوبر
- 4 أكتوبر – مايكل سميث (مواليد 1932)

### نوفمبر
- 1 نوفمبر – جورج أرمسترونغ (مواليد 1944) لاعب ومدرب كرة قدم إنجليزي.
- 1 نوفمبر – ستيفين رونسيمان (مواليد 1903) مؤرخ بريطاني.
- 9 نوفمبر – إيريك مورلي (مواليد 1918) كاتب من المملكة المتحدة.
- 27 نوفمبر – لين شاكليتون (مواليد 1922) لاعب كرة قدم إنجليزي.

### ديسمبر
- 5 ديسمبر – روبرت تشارلز بارنيبي (مواليد 1911)